# Guardian Direct Cup 1998 - Qualificazioni singolare
Le qualificazioni del singolare del Guardian Direct Cup 1998 sono state un torneo di tennis preliminare per accedere alla fase finale della manifestazione. I vincitori dell'ultimo turno sono entrati di diritto nel tabellone principale. In caso di ritiro di uno o più giocatori aventi diritto a questi sono subentrati i lucky loser, ossia i giocatori che hanno perso nell'ultimo turno ma che avevano una classifica più alta rispetto agli altri partecipanti che avevano comunque perso nel turno finale.
Le qualificazioni del torneo Guardian Direct Cup 1998 prevedevano 16 partecipanti di cui 4 sono entrati nel tabellone principale.

## Teste di serie
1. Mikael Tillström (ultimo turno)
2. Kenneth Carlsen (Qualificato)
3. David Prinosil (Qualificato)
4. Arnaud Boetsch (ultimo turno)

1. David Nainkin (primo turno)
2. Rainer Schüttler (Qualificato)
3. Marzio Martelli (ultimo turno)
4. Chris Wilkinson (Qualificato)

## Qualificati
1. Chris Wilkinson
2. Kenneth Carlsen

1. David Prinosil
2. Rainer Schüttler

## Tabellone

### Legenda
| - Q = Qualificato - WC = Wild card - LL = Lucky loser | - ALT = Alternate - SE = Special Exempt - PR = Protected Ranking | - w/o = Walkover - r = Ritirato - d = Squalificato |

### Sezione 1
|  | Primo turno | Primo turno      | Primo turno      | Primo turno | Primo turno |  |  | Ultimo turno | Ultimo turno     | Ultimo turno     | Ultimo turno | Ultimo turno |  |
|  |             |                  |                  |             |             |  |  |              |                  |                  |              |              |  |
|  | 1           | Mikael Tillström | Mikael Tillström | 7           | 6           |  |  |              |                  |                  |              |              |  |
|  |             | Fernon Wibier    | Fernon Wibier    | 6           | 2           |  |  | 1            | Mikael Tillström | Mikael Tillström | 4            | 5            |  |
|  | 8           | Chris Wilkinson  | 5                | 6           | 7           |  |  | 8            | Chris Wilkinson  | Chris Wilkinson  | 6            | 7            |  |
|  |             | Simon Dickson    | 7                | 4           | 6           |  |  |              |                  |                  |              |              |  |

### Sezione 2
|  | Primo turno | Primo turno     | Primo turno     | Primo turno | Primo turno |  |  | Ultimo turno | Ultimo turno    | Ultimo turno    | Ultimo turno | Ultimo turno |  |
|  |             |                 |                 |             |             |  |  |              |                 |                 |              |              |  |
|  | 2           | Kenneth Carlsen | Kenneth Carlsen | 7           | 6           |  |  |              |                 |                 |              |              |  |
|  |             | Luis Herrera    | Luis Herrera    | 5           | 2           |  |  | 2            | Kenneth Carlsen | Kenneth Carlsen | 6            | 6            |  |
|  | 7           | Marzio Martelli | Marzio Martelli | 6           | 7           |  |  | 7            | Marzio Martelli | Marzio Martelli | 2            | 2            |  |
|  |             | David Sherwood  | David Sherwood  | 3           | 6           |  |  |              |                 |                 |              |              |  |

### Sezione 3
|  | Primo turno | Primo turno    | Primo turno    | Primo turno | Primo turno |  |  | Ultimo turno | Ultimo turno   | Ultimo turno   | Ultimo turno | Ultimo turno |  |
|  |             |                |                |             |             |  |  |              |                |                |              |              |  |
|  | 3           | David Prinosil | David Prinosil | 6           | 6           |  |  |              |                |                |              |              |  |
|  |             | Danny Sapsford | Danny Sapsford | 1           | 4           |  |  | 3            | David Prinosil | David Prinosil | 7            | 6            |  |
|  |             | David Nainkin  | 6              | 4           | 7           |  |  |              | David Nainkin  | David Nainkin  | 5            | 3            |  |
|  | 5           | Renzo Furlan   | 3              | 6           | 5           |  |  |              |                |                |              |              |  |

### Sezione 4
|  | Primo turno | Primo turno      | Primo turno      | Primo turno | Primo turno |  |  | Ultimo turno | Ultimo turno     | Ultimo turno     | Ultimo turno | Ultimo turno |  |
|  |             |                  |                  |             |             |  |  |              |                  |                  |              |              |  |
|  | 4           | Arnaud Boetsch   | Arnaud Boetsch   | 6           | 6           |  |  |              |                  |                  |              |              |  |
|  |             | Mark Petchey     | Mark Petchey     | 2           | 4           |  |  | 4            | Arnaud Boetsch   | Arnaud Boetsch   | 2            | 1r           |  |
|  | 6           | Rainer Schüttler | Rainer Schüttler | 6           | 6           |  |  | 6            | Rainer Schüttler | Rainer Schüttler | 6            | 4            |  |
|  |             | Ivan Ljubičić    | Ivan Ljubičić    | 4           | 4           |  |  |              |                  |                  |              |              |  |